# After Hours (Gary Moore)
After Hours è un album di Gary Moore, pubblicato nel 1992.

## Tracce
1. Cold Day in Hell – 4:27
2. Don't You Lie to Me (I Get Evil) – 2:30 (Hudson Whittaker)
3. Story of the Blues – 6:41
4. Since I Met You Baby – 2:52
5. Separate Ways – 4:54
6. Only Fool in Town – 3:52
7. Key to Love – 1:59 (John Mayall)
8. Jumpin' at Shadows – 4:21 (Duster Bennett)
9. The Blues Is Alright – 5:45 (Milton Campbell)
10. The Hurt Inside – 5:53
11. Nothing's the Same – 5:04

## Formazione
- Gary Moore - chitarra, voce
- Will Lee, Bob Daisley, Johnny B. Gaydon - basso
- Tommy Eyre - tastiere
- Martin Drover - tromba
- Frank Mead - sassofono
- Nick Payn - sassofono
- Nick Pentelow - sassofono
- Andrew Love, Wayne Jackson - The Memphis Horns
- Richard Morgan - oboe
- Graham Walker, Anton Fig - batteria
- Carol Kenyon, Linda Taylor - voce
- B.B. King in Since I Met You Baby
- Albert Collins in The Blues Is Alright